# غونتر براندت
غونتر براندت (بالألمانية: Günther Brandt)‏ هو طبيب ألماني، ولد في 1 أكتوبر 1898 في كيل في ألمانيا، وتوفي في 4 يوليو 1973 في بايرويت في ألمانيا.